# Bill Biggart

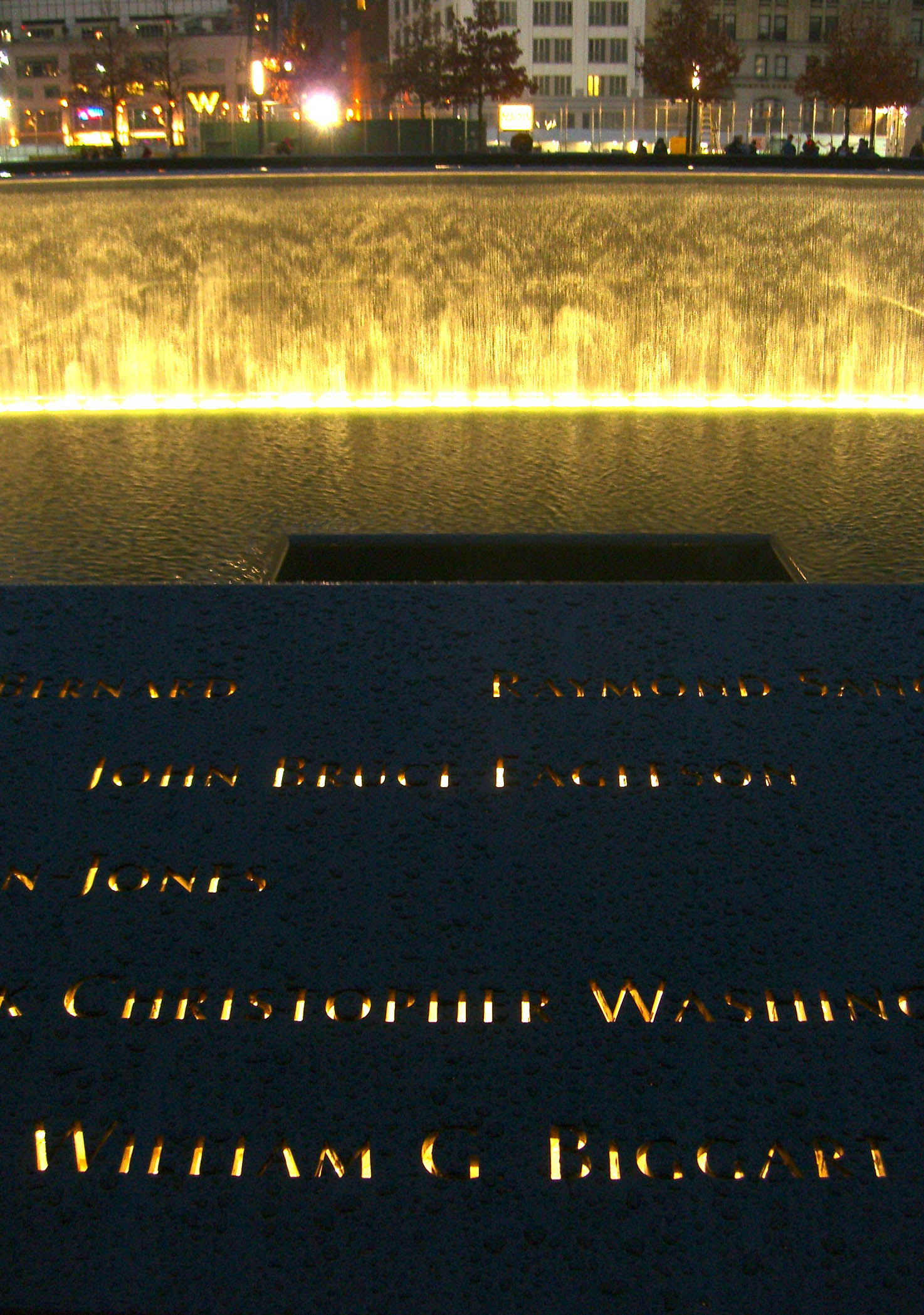
Schriftzug William G. Biggart als Inschrift auf dem Süd-Gedenkbrunnen des National September 11 Memorial

William G. „Bill“ Biggart (* 20. Juli 1947 in Berlin; † 11. September 2001 in New York) war ein amerikanischer Fotojournalist und Opfer der Anschläge vom 11. September 2001. Bekannt wurde er postum für seine Aufnahmen des einstürzenden Südturmes des World Trade Centers in New York. Er war der einzige Journalist unter den Opfern. Vier Tage nach seinem Tod wurden seine sterblichen Überreste sowie eine Tasche mit seinen Kameras und die Compact-Flash-Speicherkarte geborgen, von welcher die berühmten Fotos wiederhergestellt wurden. Nachdem diese entdeckt worden waren, wurden sie am 15. Oktober 2001 in der Newsweek veröffentlicht und können im Internet angeschaut werden.